# 活學教育
活學教育中心（Ever Learning），曾是香港一家連鎖補習社集團。活學教育由兼教英文科的導師陳如敏及其亡夫黎文業於1999年創辦。活學教育的主要對象為香港中學文憑試和香港高級程度會考考生，但亦有開設初中課程。2009年取得ISO9001認證，為全港第一所教育機搆獲此認證。另外，活學教育與香港三家連鎖式補習社（現代教育、英皇教育、遵理學校）不同，沒有設立日校部。全線活學教育門市已於2017年關閉。

## 歷史
活學教育於1999年成立（活學有限公司），創辦人為黎文業和妻子陳如敏，但據公司註冊紀錄，黎文業是唯一股東，其妻陳如敏沒有股份。當時只有九龍油麻地（已遷往旺角並已結業）作教學地點。2004年起活學教育加強宣傳推廣，以廣告包裝導師形象，更由2006年至2009年，登出電視及電台廣告。  
2011年曾有銅鑼灣分校、旺角分校、荃灣分校、屯門分校、元朗分校、沙田分校、大埔分校、觀塘分校、將軍澳分校及九龍灣分校共9間分校。
自從2009年活學教育其中一名創辦人黎文業因車禍逝世、2010年代的補習市場不斷萎縮、2012年香港實施新高中學制，以及2016年另一位活學教育創辦人陳如敏退下補習火線發生之後，補習社形象每況愈下，最終導致2017年只剩下的銅鑼灣分校、太子分校、荃灣分校、沙田分校及九龍灣分校共5間分校的活學教育全線結業。活學教育全線結業後，創辦人兼主要股東陳如敏以個人品牌發展，餘下三位英文導師（Jeffrey Lau、Eric So和Debbie Law）則全部過檔現代教育。

## 導師
- 高式卡
- 李燦榮
- Dr Keff Chin
- Rick Chan
- Leo Cheung